# 騎士鉄十字章

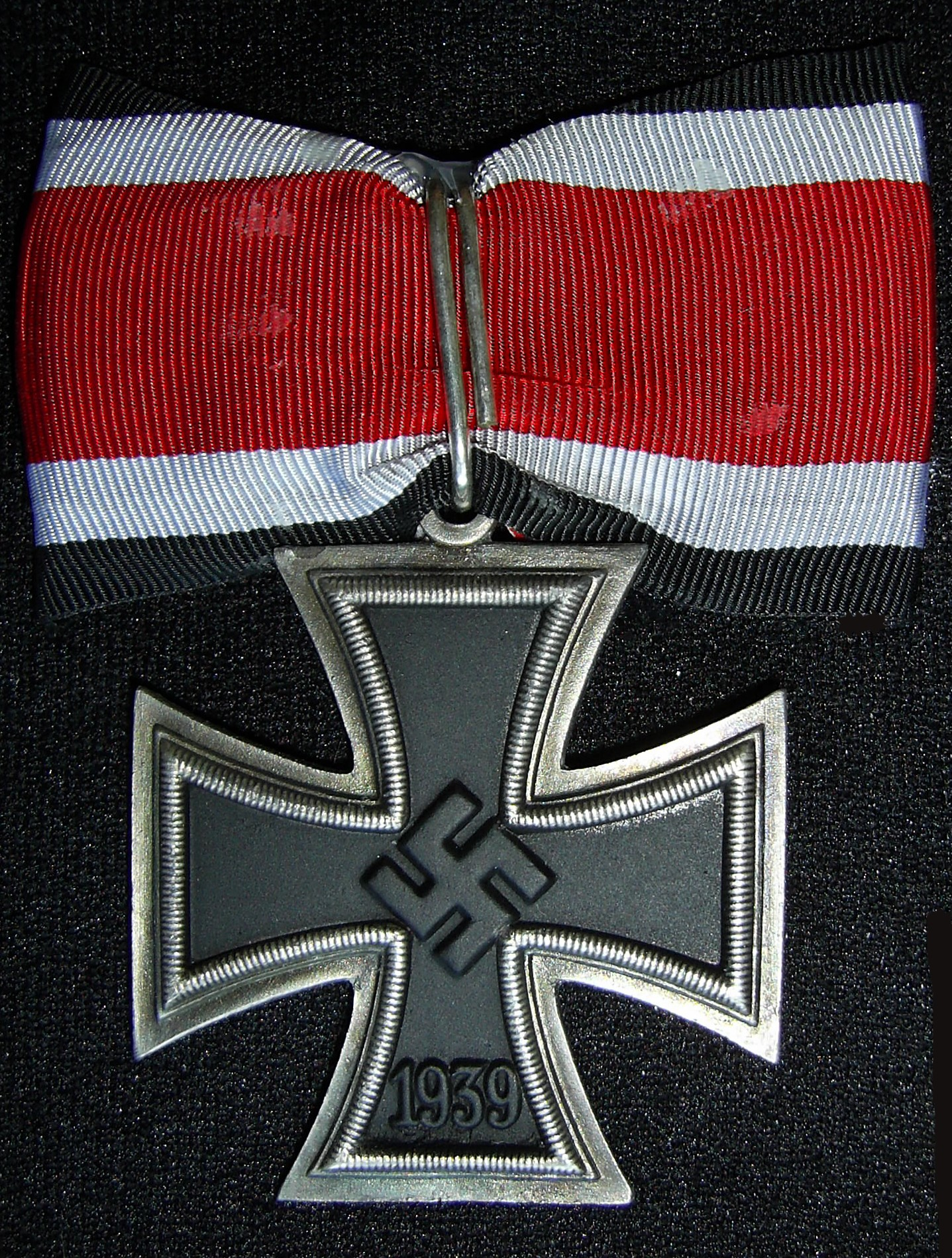
騎士鉄十字章

騎士鉄十字章（きしてつじゅうじしょう、ドイツ語: Ritterkreuz des Eisernen Kreuzes）は、第二次世界大戦中にナチス・ドイツにより制定された鉄十字章の一種である。

## 名称
日本では「騎士鉄十字章」と訳される。直訳では「鉄十字章の中の騎士十字章」（てつじゅうじしょうのなかのきしじゅうじしょう）の意である。

## 騎士鉄十字章の制定
第二次世界大戦が開戦した1939年9月1日に「前大戦で祖国のために戦った人々を記念するため鉄十字章を再制定する」という法令が出された。この法令には総統アドルフ・ヒトラー、内相ヴィルヘルム・フリック、国防軍最高司令部(OKW)総長ヴィルヘルム・カイテル、無任所相オットー・マイスナーの署名がある。
この法令の第1条において1939年版鉄十字章に大十字章（大鉄十字章）、騎士十字章（騎士鉄十字章）、一級鉄十字章、二級鉄十字章の4等級があることが定められた。第2条では鉄十字章は任務遂行の際に大きな成功を収めた者や勇気ある行動を取った者、勇敢な戦闘行為を為した者に授与され、また上位の章を得るには下位の章を得ていなければならない旨が定められた。このように「飛び級」の扱いがなかったため、鉄十字章を持たないが騎士鉄十字章に値する抜群の戦功を挙げた兵士に対して、便宜的に騎士章と共に二級章・一級章が同時に授与されたケースもあった。
最上位の大鉄十字章（鉄十字章の中の大十字章）は空軍総司令官ヘルマン・ゲーリング国家元帥にしか授与されなかった。そのため実質的には騎士鉄十字章が一般のドイツ軍人が獲得し得る最高の戦功章だった。鉄十字章はナポレオン戦争、普仏戦争、第一次世界大戦に於ても制定されていたが、騎士鉄十字章の種別が設けられたのは第二次世界大戦時のみである。
大鉄十字章と一級鉄十字章の間を埋める勲章という意味ではプロイセン王国が制定したプール・ル・メリット勲章等の将校用軍事功労賞に代わる勲章だったとも言える。

## 騎士鉄十字章の授与
騎士鉄十字章の授与は総統アドルフ・ヒトラーの電報による承認を経て直属の上官によってなされていた。
受章者には予備勲記（Vorläufiges Besitzzeugnis、授与を告げる簡易な印刷文書）が手渡された。予備勲記は簡単な印刷文書で「総統及びドイツ国防軍最高司令官は（授与者の氏名、階級、部隊）に（授与される鉄十字章の名称）を（授与年月日）付けで授与する」と書かれており、その下に受章を確認した高級将校の署名が入っていた。ヴィルヘルム・カイテル、ヴァルター・フォン・ブラウヒッチュ、ヴィルヘルム・ブルクドルフの署名が確認されている。
正式な勲記（Urkunde）は皮製のフォルダに挟まれており、フォルダの表には金箔捺しの鷲章が入っていた。その中に挟まれた羊皮紙（1枚が折られており4ページ構成）に「ドイツ民族の名において（名前、階級）に（授与される鉄十字章の名称）を授与する。総統大本営。（日付）総統兼ドイツ国防軍最高司令官 A.ヒトラー」という文面でヒトラー直筆の署名が入っていた。しかし戦時下のドイツの情勢から正式な勲記を大量につくるような余裕はなく、正式な勲記を受けられた者はごく少数であった。

## 騎士鉄十字章の佩用式
騎士鉄十字章の上部に付いた吊り輪に専用の綬（リボン）を通し、その綬を使って首許に騎士鉄十字章を佩用した。騎士鉄十字章の綬は二級鉄十字章の綬と同じく黒白赤の国家色のデザインだが、幅が45ミリと二級鉄十字章の綬よりも広かった。綬がゆるまないよう、また装着の利便性のため綬にゴム紐とフックを付着させることが多かった。
なお、戦功十字章騎士章も襟元に佩用するものであるが、はじめこの2つ（騎士鉄十字章と戦功十字章騎士章）を同時に襟元に佩用することは禁じられていた。しかし後に許可され、その場合には騎士鉄十字章を下、戦功十字章騎士章を上にして佩用することとされた。
ドイツの軍隊スラングにおいては、鉄の首枷（Halseisen）やブリキのネクタイ（Blechkrawatte）と形容された。また騎士鉄十字章を受章できるよう張り切る人物の心境は、病気になぞらえて喉の痛み（Halsschmerzen）と呼ばれた。
1942年には、騎士鉄十字章を受章して佩用する者は、階級にかかわらず先に敬礼を受ける権利を有すると定められた（アメリカにおける名誉勲章と同じ扱い）。
なお騎士鉄十字章を含めた鉄十字章は日本の金鵄勲章のように家宝として大事に保管されるような性質の物ではなく、武勲の証として戦場でも一般的に佩用された。

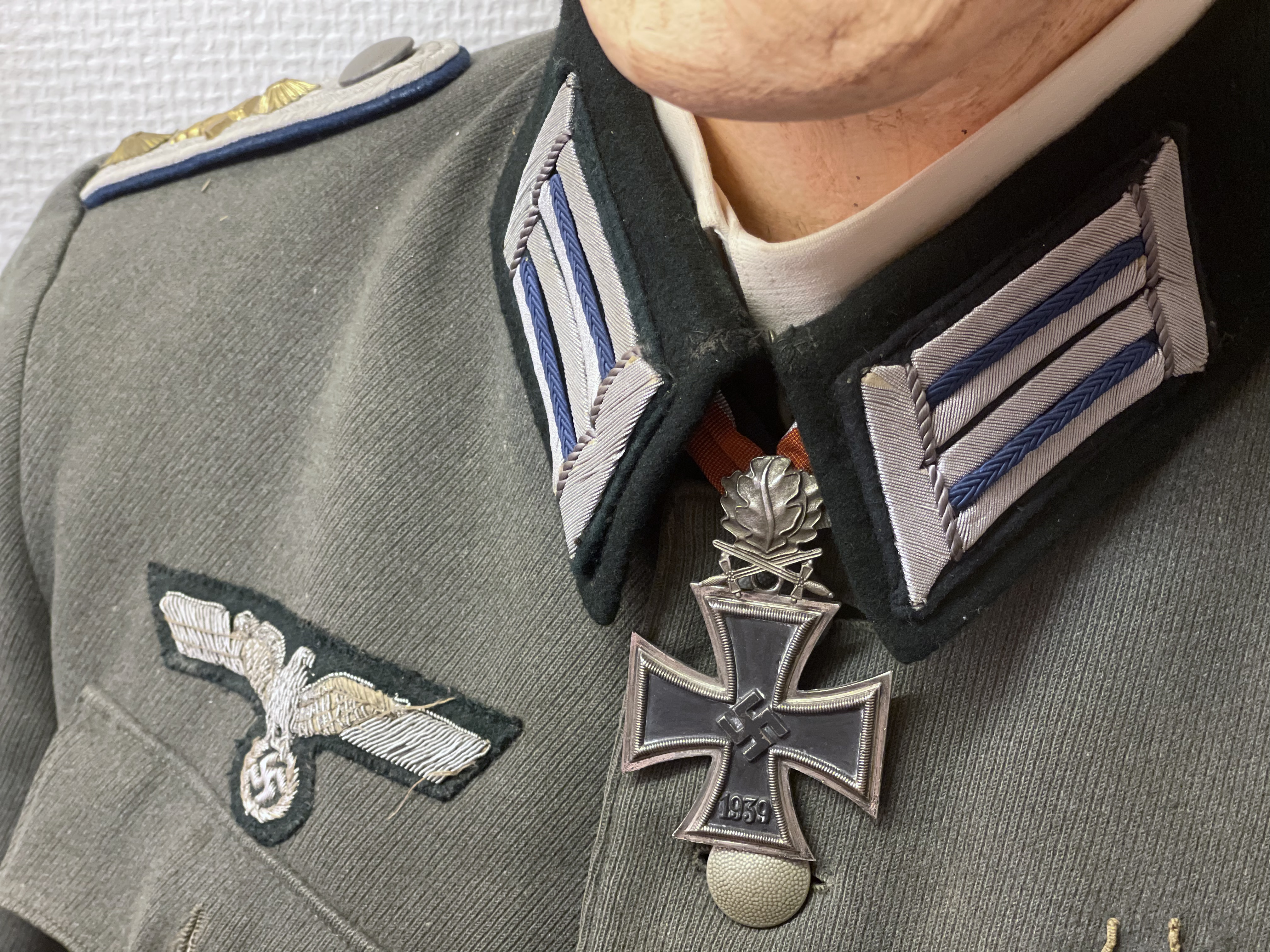
襟下に綬をまいて柏葉・剣付騎士鉄十字章を佩用
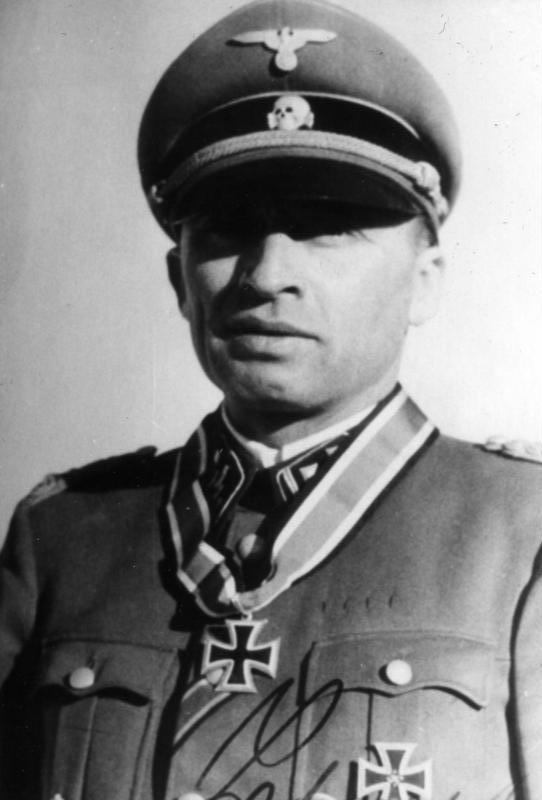
綬を首にかけて騎士鉄十字章を佩用。第二ボタンホールに二級章の綬、左胸ポケットに一級章も写っている
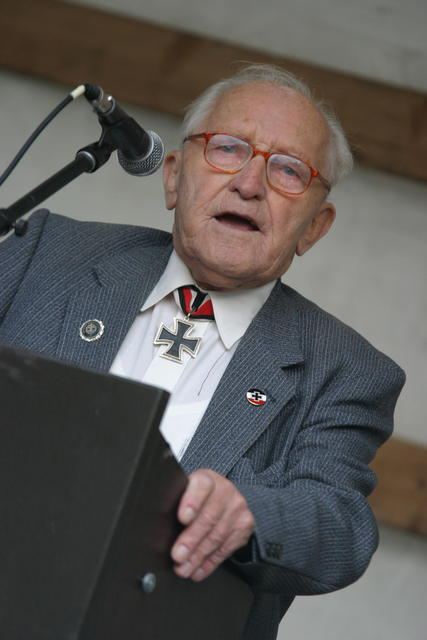
騎士鉄十字章を佩用して演説する退役軍人（オットー・リース）

## 騎士鉄十字章の形状
デザインは下位の一級鉄十字章や二級鉄十字章とほぼ同じである。中央にハーケンクロイツが入っており、その下には鉄十字の制定年である1939の数字が入っていた。裏面には初めて鉄十字章が制定された年である1813の数字が入っている。鉄十字の内側は無光沢の黒い鉄製だった。その周りを玉縁状の無光沢の純銀の枠が囲んでおり、さらにその周りを平面上の光沢のある純銀の枠が囲っていた。
上部にはリボン用ループを付けるためのループがついているが二級鉄十字章の上部のループとは向きが異なり、また二級鉄十字章のループのように溶接された物ではなく勲章と一体だった（一級鉄十字章は左胸に佩用するので、そもそもループなし）。上部の平面上の銀の枠の部分に「800」あるいは「900」という数字が刻まれていることが多いが、これは銀の純度を示している。その隣に製造会社を示すコードが入っている場合もある。
騎士鉄十字章は横48ミリ、縦55ミリあり、一級鉄十字章よりも一回り大きかった。

## レプリカについて
実物の授与を受ける余裕がない受章者の中には二級鉄十字章を騎士鉄十字章の代用として頸部に佩用する者もいた。また、航海中に無線で授与決定を知らされたUボートの艦長等の場合、乗組員の機械工が作ったレプリカを帰港まで着用することもあった。乗組員から贈られたレプリカに特別な思い入れを持ち、公式の物が授与された後もレプリカの方を着用し続ける艦長は多かったという。
また、授与されたオリジナルの騎士鉄十字章は自宅などに保管し、自費で購入したレプリカの騎士鉄十字章を、略綬と同様に「軍装の一部」として頸部に常時佩用するのが一般的であった。

## 騎士鉄十字章の等級
第二次世界大戦の緒戦ポーランド侵攻の頃にはヒトラーはこの戦争が長期化するとは考えていなかったため、騎士鉄十字章に等級を設けてはいなかった。しかし戦争が長引く中で騎士鉄十字章受章後の勲章が必要になり、騎士鉄十字章がいくつかの等級に細分化されるようになった。
1940年6月3日に柏葉付騎士鉄十字章、1941年6月21日に柏葉・剣付騎士鉄十字章、1941年7月15日に柏葉・剣・ダイヤモンド付騎士鉄十字章、1944年12月29日に金柏葉・剣・ダイヤモンド付騎士鉄十字章が制定された。

### 騎士鉄十字章
騎士鉄十字章の受章にあたっては一級鉄十字章を受章している必要があった。一級鉄十字章を受章した者が更に戦功を挙げた場合に騎士鉄十字章が授与された。なお1941年にドイツ十字章という一級鉄十字章と騎士鉄十字章の間に位置付けられる鉄十字章の体系外の戦功章が制定されているが、これは一級鉄十字章受章者の「更なる戦功」が騎士鉄十字章たる功績に及ばない場合に授与され、騎士鉄十字章の受章にあたってドイツ十字章の受章が必要とされるわけではなかった。一級鉄十字章の総受章者は約30万人いたのに対し、騎士鉄十字章は7,313名とかなり数が限られていたため、騎士鉄十字章を受章した者はドイツ社会から英雄視された。
勲記は赤茶色インクで文字が書かれているが、受章者と総統の署名の部分は金箔を使って書かれていた。
外国人受章者については、ルーマニアのイオン・アントネスク（陸軍大将、同国首相), ルーマニア海軍 海軍大将 ホリア・マチェリャリウ (en) など18名、イタリアのジョヴァンニ・メッセ（陸軍中将、イタリア・ロシア戦域軍司令官）など9名、ハンガリーのホルティ・ミクローシュ（海軍元帥、同国摂政）など8名、スペインのエミリオ・エステバン＝インファンテス（陸軍中将、青師団司令官）など2名、スロバキアのアウグスチン・マラー（陸軍少将、スロバキア快速師団司令官）など2名、フィンランドのエリック・ハインリッヒス（陸軍大将、フィンランド軍総司令官）など2名、日本の山本五十六（元帥海軍大将、連合艦隊司令長官）など2名、ベルギーからレオン・ドグレル（en:Léon Degrelle）の1名、合計44名に授与された。
この44名の中から8名が柏葉付騎士鉄十字章に格上げされ、更に8名から1名が柏葉・剣付騎士鉄十字章に昇格している。

### 柏葉付騎士鉄十字章

柏葉付騎士鉄十字章

騎士鉄十字章を受章した者でさらに戦功を立てた者は柏葉付騎士鉄十字章（Ritterkreuz des Eisernen Kreuzes mit Eichenlaub）を受章した。柏葉章だけを手渡され、既に授与されている騎士鉄十字章の上部の吊り輪に柏葉章を追加で装着した。柏葉は1813年に最初に鉄十字章を導入したプロイセン王フリードリヒ・ヴィルヘルム3世の妻ルイーゼ王妃を記念したものとされる。勲記については受章者と総統の名前の他、鷲章も赤茶色インクではなく金箔で書かれていた。フォルダの革は白色で金箔の鷲章がデザインされていた。
882名のドイツ軍人が受章している。また、外国人受章者としてベルギーのレオン・ドグレル（en:Léon Degrelle）、エストニアのアルフォンス・レバネ（en:Alfons Rebane）（ただし1945年5月8日付のため、大戦中の受章ではない）、ルーマニアのペトレ・ドゥミトレスクとミハイ・ラスカルとコルネリウ・テオドリニ、日本の古賀峯一と山本五十六、 スペインのアグスティン・ムニョス・グランデス、フィンランドのカール・グスタフ・エミール・マンネルヘイムの9名がいる。
この勲章まで受章したドイツ軍人として著名な者にはフリードリヒ・パウルス（陸軍元帥）、エルンスト・ブッシュ（陸軍元帥）、ヴィルヘルム・フォン・レープ（陸軍元帥）、フェードア・フォン・ボック（陸軍元帥）、ゲオルク・フォン・キュヒラー（陸軍元帥）、マクシミリアン・フォン・ヴァイクス（陸軍元帥）、ハインツ・グデーリアン（陸軍将軍）、ギュンター・フォン・クルーゲ（陸軍将軍）、アルフレート・ヨードル（陸軍将軍）、ヴァルター・フォン・ザイトリッツ＝クルツバッハ（陸軍将軍）、ウェルナー・ケンプフ（陸軍将軍）、カール・デーニッツ（海軍総司令官）、ギュンター・プリーン（Uボート艦長）、ヘルムート・ヴィック（空軍エースパイロット）、ヴァルター・クルピンスキー（空軍エースパイロット）、テオドール・ワイセンベルガー（空軍エースパイロット）、テオドール・アイケ（武装親衛隊将軍）、アルフレート・ヴェンネンベルク（警察将軍）、マティアス・クラインハイスターカンプ（武装親衛隊将軍）、オットー・スコルツェニー（武装親衛隊将校）、ブルーノ・シュトレッケンバッハ（武装親衛隊将軍）、ヨハネス・ミューレンカンプ（武装親衛隊将校）などがいる。

### 柏葉・剣付騎士鉄十字章

柏葉・剣付騎士鉄十字章

柏葉章受章者でさらに戦功を立てた者は柏葉・剣付騎士鉄十字章（Ritterkreuz des Eisernen Kreuzes mit Eichenlaub und Schwertern）を受章した。交差する2本の剣を付加された柏葉章である。剣付柏葉章の受章者は柏葉だけの柏葉章と差し替えで騎士鉄十字章の上部に装着した。交差する剣は伝統的なデザインでありドイツの勲章にしばしば見られるものである。
剣付柏葉章の勲記は、内容は柏葉章の勲記とほぼ同じであるが、ホルダに金メッキの幾何学模様の縁飾りがついており、より豪華な雰囲気を漂わせていた。
剣付柏葉章受章者は159名のドイツ軍人と1名の日本軍人（山本五十六）の計160名であり、外国人受章者は山本五十六のみである。また、外国人が受章した騎士鉄十字章としては本等級が最高位であり、山本は単独最高位の外国人受章者となる。
この勲章まで受章したドイツ軍人で著名な者には、ヘルマン・ホト（陸軍将軍）、エーリッヒ・フォン・マンシュタイン（陸軍元帥）、エヴァルト・フォン・クライスト（陸軍元帥）、ゲオルク＝ハンス・ラインハルト（陸軍将軍）、ヘルムート・ヴァイトリング（陸軍将軍）、ゲルト・フォン・ルントシュテット（陸軍元帥）、ゴットハルト・ハインリツィ（陸軍将軍）、ヨハネス・ブラスコヴィッツ（陸軍将軍）、オットー・クレッチマー（海軍Uボート艦長）、エーリヒ・トップ（海軍Uボート艦長）、ゲルハルト・バルクホルン（空軍エースパイロット）、リヒャルト・ハイドリヒ（空軍降下猟兵指揮官）、ルートヴィッヒ・ハイルマン（空軍降下猟兵指揮官）、ローベルト・フォン・グライム（空軍元帥）、ヴォルフラム・フォン・リヒトホーフェン（空軍元帥）、カール＝ロタール・シュルツ（空軍降下猟兵指揮官）、エーリッヒ・ルドルファー（空軍エースパイロット）、エリッヒ・ヴァルター（空軍降下猟兵指揮官）、オイゲン・マインドル（空軍降下猟兵指揮官）、ヘルマン・フェーゲライン（武装親衛隊将軍）、フェリックス・シュタイナー（武装親衛隊将軍）、パウル・ハウサー（武装親衛隊将軍）、クルト・マイヤー（武装親衛隊将軍）、ヴァルター・クリューガー（武装親衛隊将軍）、ヨアヒム・パイパー（武装親衛隊将校）、ヴィルヘルム・ビットリヒ（武装親衛隊将軍）、ミハエル・ヴィットマン（武装親衛隊戦車兵）などがいる。
小説「オデッサ・ファイル」の主人公ペーター・ミラーの父親であるエルウィンは、剣付柏葉章の受章者である設定になっている。

### 柏葉・剣・ダイヤモンド付騎士鉄十字章

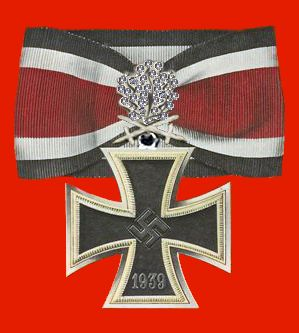
柏葉・剣・ダイヤモンド付騎士鉄十字章

剣付柏葉章受章者でさらに戦功を立てた者は柏葉・剣・ダイヤモンド付騎士鉄十字章（Ritterkreuz des Eisernen Kreuzes mit Eichenlaub, Schwertern und Brillanten）を授与された。剣付柏葉にダイヤモンドがちりばめられており、背面から光が入ることでダイヤモンドの輝きが増すように、柏葉のダイヤモンドがはめ込まれた部分は穴が貫通していた。やはりダイヤ抜きの剣付柏葉章と差し替えで付ける。最初にメルダースとガーランドが授与された物は剣と柏葉が柏葉章や剣付章と同様に銀製だったが、以降はプラチナ製となり、銀製の剣付柏葉に合成ダイヤモンドを埋め込んだ物が常用のために与えられた
柏葉・剣・ダイヤモンド付柏葉章の受章者は、27名のドイツ軍人である。この等級から外国人受章者はいない。
柏葉・剣・ダイヤモンド付柏葉章の勲記は、内容は柏葉・剣付騎士鉄十字章の勲記とほぼ同じであるが、すべての文字が金箔で書かれており、またフォルダの皮の色は受章者の所属する軍に応じた色（陸軍・武装SSは赤茶色、海軍は青、空軍はブルーグレー）が使われており、表紙の国章の上にはダイヤモンドがちりばめられていた。
この勲章まで受章したドイツ軍人で著名な者にエルヴィン・ロンメル（陸軍元帥 1943年3月11日）、アデルベルト・シュルツ（陸軍将軍 1943年12月14日）、ヒアツィント・シュトラハヴィッツ・フォン・グロース＝ツァウヒェ・ウント・カミネッツ（陸軍将軍 1944年4月14日）、ハンス＝ヴァレンティーン・フーベ（陸軍将軍 1944年4月20日）、ヴァルター・モーデル（陸軍元帥 1944年8月17日）、ヘルマン・バルク（陸軍将軍 1944年8月31日）、フェルディナント・シェルナー（陸軍元帥 1945年1月1日）、ハッソ・フォン・マントイフェル（陸軍将軍 1945年2月18日）、テオドール・トルスドルフ（en:Theodor Tolsdorff 陸軍将軍　1945年3月18日）、カール・マウス（陸軍将軍 1945年4月14日）、ディートリヒ・フォン・ザウケン（陸軍将軍 1945年5月8日）、ヴォルフガング・リュート（海軍Uボート艦長 1943年8月9日）、アルブレヒト・ブランディ（海軍Uボート艦長 1944年11月24日）、ヴェルナー・メルダース（空軍エースパイロット 1941年7月15日）、アドルフ・ガーランド（空軍エースパイロット 1942年1月28日）、ゴードン・ゴロプ（空軍エースパイロット 1942年8月29日）、ハンス・ヨアヒム・マルセイユ（空軍エースパイロット 1942年9月3日）、ヘルマン・グラーフ（空軍エースパイロット 1942年9月16日）、ヴァルター・ノヴォトニー（空軍エースパイロット 1943年10月19日）、アルベルト・ケッセルリンク（空軍元帥 1944年7月19日）、ハンス＝ウルリッヒ・ルーデル（空軍エースパイロット 1944年3月29日）、ヘルムート・レント（空軍エースパイロット 1944年7月31日）、エーリヒ・ハルトマン（空軍エースパイロット 1944年8月25日）、ヘルマン＝ベルンハルト・ラムケ（空軍将軍 1944年9月19日）、ハインツ＝ヴォルフガング・シュナウファー（空軍エースパイロット 1944年10月16日）、ヘルベルト・オットー・ギレ（武装親衛隊将軍 1944年4月19日）、ヨーゼフ・ディートリヒ（武装親衛隊将軍 1944年8月6日）がいる。

### 黄金柏葉・剣・ダイヤモンド付騎士鉄十字章

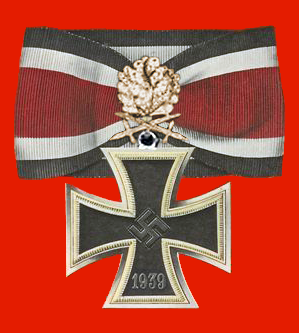
金柏葉・剣・ダイヤモンド付騎士鉄十字章

全軍で最も勇敢な軍人、12人のみに授与されると定められていた勲章。12という数字はキリストの最後の晩餐に因むという。
ダイヤと剣付き柏葉章受章者のうちさらに戦功を立てた者が授与される。剣付き柏葉は下級章と形状は同じながらプラチナ製ではなくその名の通り18金製となっており、50個ものダイヤモンドがちりばめられていた。剣・柏葉の色が金となっている騎士鉄十字章はこれのみである。
制定が1944年12月と戦争末期であったこともあり、実際に受章したのは急降下爆撃機のパイロットハンス・ウルリッヒ・ルーデル空軍大佐のみであった。ルーデルへの授章はヒトラー自らの手で行われている。
一説にはヒトラーが、功績を挙げすぎたルーデルに相応しい勲章が存在しなかったがために作った物だとも言われている。前述の12という数字に関しても、彼のような英雄が再び現れる事を願ってのことであるとも言われている。騎士鉄十字章の最高勲章であり、1939年鉄十字章全体でも最高勲章大鉄十字章（受章者はヘルマン・ゲーリング一人であった）に次ぐ勲章である。この勲章用の勲記は作られていないようである。

## 戦後の騎士鉄十字章

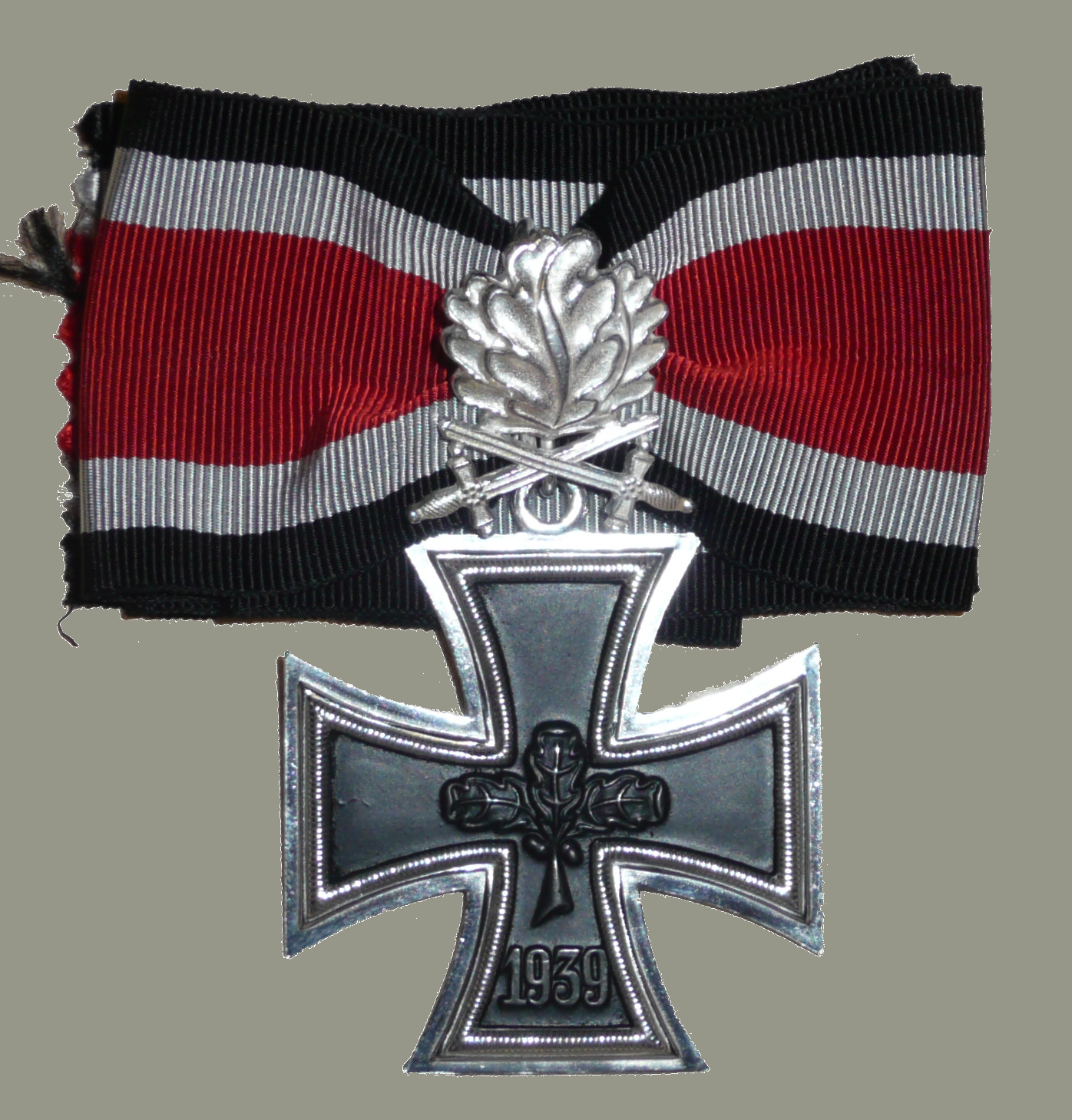
非ナチ化がなされた1957年版の柏葉・剣付騎士鉄十字章。制定年の表示はオリジナル版と同じ1939年である

騎士鉄十字章を含む鉄十字章は戦後も佩用が認められている。ただしドイツではハーケンクロイツを公の場で使用することが法律で禁止されているため、公の場で佩用するためには、騎士鉄十字章の中央のハーケンクロイツを削り取る必要があるが、鉄製で除去には大変な手間がかかるため、中央のハーケンクロイツを柏葉に置き換えた鉄十字章が販売されるようになった。なお騎士鉄十字章の上に装着する柏葉章や柏葉・剣章などはそのまま佩用できる。
もともと鉄十字章は受けた物を保管し、常時佩用の為の物を自費で購入しておくのが普通だったので、こうした措置も抵抗なく受け入れられたようである。
戦時中に作られた物は破棄されたり、戦場で朽ちた物も多いが、現在の市場にも高値で出回っている。これは受章者本人またはその遺族が売ったか、連合軍兵士が戦利品として略奪した物である。勲章ディーラーのアンドレ・ヒュースケンによると市場に出回っている物、受章者本人・遺族がいまだに保持している物など含めて戦時中に作られた物の総数は騎士鉄十字章が約2万個、柏葉付き章が約1800個、柏葉・剣付き章が約450個、柏葉・剣・ダイヤモンド付き章が約80個であるという。しかしあくまで推定であって実際の残存数を正確に割り出すのは難しい。